# KIA
Kia Corporation (произн. Киа корпорейшън; на корейски: 기아자동차 주식회사 / 起亞自動車株式會社, често стилизирано като KIΛ) е южнокорейска автомобилостроителна компания, вторият автопроизводител в Южна Корея и седми в света, основана през декември 1944 г..
Влиза в групата компании Hyundai Motor Group. През 2016 г. в целия свят са продадени 3 007 976 автомобила с марката KIA. Официалният слоган на компанията е „The Power to Surprise“ („Изкуството да изненадваш“). Китайско-корейските знаци в названието KIA се разшифроват примерно като „Да излезем от Азия“ или „От Азия – към света“.

## История
Основана е през декември 1944 г., тогава е влизала в групата (чебола) Kia Group, от който е отделена през 2003 г. Първоначално компанията се е наричала KyungSung Precision Industry, и едва през 1951 г. получила наименованието KIA Industries. Основно направление в дейността ѝ е било създаването на индивидуални превозни средства – велосипеди и мотоциклети. Производството на товарни и леки коли започва едва през 1970-те години. Милионният автомобил слиза от конвейера през 1988 г. През 1990 г. компанията получава ново название – KIA Motors Inc.
През 1998 г. компанията попада във финансова криза, предизвикана от рязко намаление на продажбите. В резултат от това компанията губи самостоятелността си: Kia Motors е купена от корейската автомобилостроителна компания Hyundai Motor. През 1999 г. е създадена групата Hyundai Kia Automotive Group.
През 2006 г. главен дизайнер на компанията Kia Motors става немецът Петер Шрайер (Peter Schreyer), преди това разработвал дизайна на автомобилите Audi и Volkswagen. Един от главните отличителни елементи на новата дизайн-концепция на Шрайер става фирмената радиаторна решетка, наречена „носът на тигъра“ ('Tiger Nose', популярно и като „озъбен тигър“).
През периода от 2008 до 2011 г. ежегодните продажби на KIA в света се увеличават с 81% и достигат почти 2,5 млн. автомобила годишно.
През 1997 г. KIA представя своя първи флагман – първия (за компанията) модел със задно предаване от лукс клас, KIA Enterprise. Моделът е ориентиран преди всичко към вътрешния пазар на страната. Моделът-наследник от 2002 г. е наречен KIA Opirus и е представен в цял свят, но сравнително неудачно.
След относителния неуспех на Opirus следва продължителна пауза в нишата на седаните-лукс, но през 2012 г. KIA представя своя първи модел със задно предаване, който успява да постигне истински успех сред потребителите – седанът от клас лукс KIA Quoris (в Корея – KIA K9). В края на декември 2012 г. Петер Шрайер става един от тримата президенти на KIA Motors (президент по дизайна), запазвайки и длъжността шеф-дизайнер. За пръв път един от президентите на южнокорейската KIA Motors става чужденец.
През 2013 г. брандът KIA се качва до 83-та позиция в рейтинга на Interbrand, като достига стойност на оценката от 4,7 млрд щатски долара.
През 2014 г. брандът KIA се покачва вече до 74-те позиция в рейтинга на Interbrand, достигайки стойност на оценката от $5,4 млрд щ.д.

## Собственици и ръководство
Компанията влиза в Hyundai Motor Group (Hyundai-Kia Automotive Group). Акционери: Hyundai Motor (38,67%), Credit Suisse Financial (8,23%), сътрудници на компанията (7,14 %), Hyundai Capital (1,26 %). Капитализацията на Корейската борса към началото на март 2008 г. е $3,6 млрд.

## Дейност
Компанията притежава пет автозавода в Южна Корея (сред тях е най-големият в света автомонтажен завод в Улсан), също заводи в Турция, Северна Америка, Китай, Индия и др. През декември 2006 г. започва работа автомобилният завод в Словакия (в Жилина) – „Kia Motors Slovakia“. През 2009 г. е пуснат в експлоатация завод в САЩ (в Уест Пойнт, Джорджия), с капацитет 300 000 автомобила годишно.
Автомобилите на компанията се продават в 5000 автосалона по целия свят. Дистрибуторската мрежа на KIA Motors обхваща над 190 страни.